# BMW Open 2003
BMW Open 2003 — тенісний турнір, що проходив на ґрунтових кортах у місті Мюнхен, Німеччина з 28 квітня. Належав до категорії ATP International Series.

## Фінальна частина

### Одиночний розряд
Роджер Федерер —  Яркко Ніємінен 6–1, 6–4

### Парний розряд
Вейн Блек /  Кевін Ульєтт —  Джошуа Ігл /  Джаред Палмер 6–3, 7–5